# Islandske tider
Islandsk har to simple tider som andre germanske sprog, præsens og præteritum. Efter latinsk mønster regnede man længe med seks sammensatte tider til, men virkeligheden er en del mere kompliceret, da islandsk besidder et antal aspekter i tillæg. Disse er alle sammensatte verbalformer. Se Jón Friðjónsson for en meget udførlig redegørelse.